# قشلاق تشرخلو (إبراهيم أباد)
قشلاق تشرخلو (بالفارسية: قشلاق چرخلو) هي قرية تقع في إيران في قسم ابراهیم أباد الريفي. يقدر عدد سكانها بـ 1,180 نسمة .